# Isoprène
L'isoprène ou 2-méthylbuta-1,3-diène est un composé organique, l'un des quatre isomères du pentadiène. Il possède deux doubles liaisons qui, du fait de leur position (formelle) 1,3, forment un système conjugué. À température ambiante, c’est un liquide incolore volatil et odorant, facilement inflammable, susceptible de former des mélanges explosifs avec l'air. Il est soluble dans l'alcool, l'acétone et le benzène.
Le terme « isoprène » a été forgé en 1860 par le chimiste Charles Greville Williams (en) sans explication à partir du préfixe iso- (« égal ») et de la contraction de pr(opyl)ène et est resté son nom courant.
Ce monomère peut polymériser en caoutchouc. En raison de sa grande réactivité, cette polymérisation peut devenir explosive sous l'action de la température. L'isoprène est toxique au-delà de certains seuils, ce qui en fait un polluant s'il est émis dans l'environnement en quantité significative par un processus industriel.

## Présence dans l'environnement naturel
L'isoprène fait partie des gaz largement répandus, en faibles concentrations, dans la nature et dans certains de nos aliments. Il contribue à la production d'aérosols réactifs et en particulier de terpènes.
La biosphère émet plus de composés organiques volatils (COV) non méthaniques dans l'atmosphère que les activités humaines, et l'isoprène en constitue une part importante au-dessus des canopées, qui contribue aussi à la formation (inattendue jusqu'au début des années 2000) de molécules d'époxyde.
- Les plantes le produisent dans leurs chloroplastes, à partir du diméthylallyl-pyrophosphate (DMAPP). Le caoutchouc naturel (latex ou gutta-percha qui ont des propriétés différentes[15]) est par exemple un polymère de l'isoprène.
- Les animaux en produisent aussi (un corps humain de 70 kg en produirait environ 17 mg/j)[réf. nécessaire].
- La membrane plasmique des archées est composée de chaînes à motif isoprène, alors que celle des eucaryotes et des bactéries est faite d'acides gras.

La connaissance et modélisation de son cycle (et donc de ses flux et rôles) sont des enjeux pour les modélisations et évaluations de la qualité de l'air et l'évolution des climats et microclimats passés, présents et futurs.
Le modèle MEGAN (acronyme de Emissions of Gases and Aerosols from Nature) a été produit en 2006 notamment pour évaluer les émissions nettes (régionales et globale) d'isoprène dans l'atmosphère par la biosphère terrestre, selon une résolution spatiale d'environ 1 km2. Il s'appuie sur les données théoriques et de terrain, issues de mesures in situ et d'expériences en laboratoire, sur les facteurs expliquant les taux et variations d'émissions d'isoprène par les écosystèmes (ces facteurs d'émissions sont complexes ; biologiques, physiques et chimiques, directs et indirects, immédiats et différés et interagissant entre eux). Ce modèle utilise les mêmes variables que d'autres modèles, des observations satellitaires et des mesures faites au sol. Selon le modèle MEGAN : 
- environ 50 % de l'isoprène d'origine biologique émis dans l'air dans le monde chaque année provient des forêts feuillues tropicales, ce qui s'explique facilement par leur situation (chaleur et forte exposition aux UV solaires)[16] ;
- les 50 % restant sont principalement émis par des zones arbustives et des buissons épars (une moindre quantité provenant des prairies, et très peu venant des cultures agricoles (céréales, oléagineux…)[16] ;
- 500 à 750 Tg (440 à 660 Tg de carbone) d'isoprène sont ainsi émis par an[16] ;
- les flux et les quantités en sont localement fortement modulés par des variables telles que la température, le rayonnement solaire, l'indice de surface foliaire et le type de métabolisme de la plante (plante en C3, plante en C4…)[16] ;
- en se basant sur les facteurs d'émissions reconnus comme les plus fiables et importants, environ 600 Tg d'isoprène seraient émis par an à échelle biosphérique, mais avec des variations temporelles et locales très significatives : les moyennes annuelles mondiales ne doivent pas cacher que les estimations d'émissions diffèrent de plus d'un facteur trois selon les moments et/ou des lieux considérés. Ces différences sont liées à la saison, la météorologie (sécheresses, canicules, pollution, etc.) et au contexte naturel (forêt sèche, forêt humide, primaire ou cultivée, tropicale, froide ou tempérée, etc.). Les régions froides en émettent moins et selon les modèles, le désert du Sahara, les zones polaires, les glaciers et les calottes glaciaires n'en émettent pas (mais leur albédo et leurs conditions de température pourraient contribuer de manière spécifique à la chimie de l'isoprène dans l'atmosphère, ce qui reste à éclaircir)[16] ;
- il est encore difficile de modéliser précisément le devenir des émissions locales d'isoprène (et de terpènes) par les modèles de chimie atmosphérique, de même pour leur intensité et leur transport à distance, en raison des marges d'erreurs et de sensibilité inhérentes à certains composants du modèle. Mais à l'échelle mondiale, les résultats de la modélisation semblent raisonnables et cohérents, y compris avec les observations satellitaires du formaldéhyde[16] ;
- les bilans annuels globaux et locaux d'émissions d'isoprène se montrent sensibles aux modifications du système terrestre (en particulier changement climatique, sécheresses, et utilisation des terres), ce qui augure d'importantes modifications des émissions d'ici 2100 et plus tard. Si l'on se fie aux températures prévues par les modèles climatiques mondiaux pour 2100, MEGAN indique que les émissions d'isoprène devraient encore doubler de 2010 à 2100, soit un accroissement « considérablement supérieur aux estimations précédentes » alertent les scientifiques qui ont produit ce modèle, qui appellent à mieux prendre en compte l'isoprène dans les travaux de prospective climatique[16].

## Rôles biologiques cellulaires
L'isoprène intervient dans la structure de nombreux composés cellulaires, par exemple dans les terpènes comme le carotène (tétraterpène), qui sont dérivés de l'isoprène.

### Autres dérivés de l'isoprène
- phytol
- rétinol
- vitamine A
- dolichols
- vitamine E
- squalène
- hème
- lanostérol

## Rôle écologique aux échelles écopaysagères
Selon le UK Natural Environment Research Council (NERC), de l'isoprène est émis par les plantes vasculaires en cas de stress biotique et abiotique, en particulier en cas de sécheresse ou de canicule, car il améliore leur thermotolérance, non sans effets collatéraux car ce composé organique volatil (COV) interagit notamment avec l'ozone troposphérique toxique et écotoxique (en le détruisant), mais il réagit aussi avec les oxydes d'azote (réaction photochimique, c'est-à-dire catalysée par la lumière) pour redonner de l'ozone.
De nombreuses espèces d'arbres (le chêne en produit par exemple de grandes quantités) en relarguent dans l'air, principalement via les stomates de leurs feuilles. La végétation planétaire en émettrait environ 600 millions de tonnes par an, dont 50 % venant de la ceinture intertropicale.
Dans l'air, l'isoprène est converti en particules époxydes par des radicaux libres tels que le radical hydroxyle (OH). Il contribue ainsi à produire des aérosols qui eux-mêmes créent des microclimats. Ces aérosols contribuent en effet à nucléer les gouttelettes d'eau qui forment des brumes ou des nuages puis des smogs ou des gouttes de pluie,.
Ce mécanisme semble être un des mécanismes évolutifs développés par les forêts pour surmonter les effets négatifs de la surchauffe des feuilles et/ou une irradiation excessive par les UV. Il pourrait aussi aider les arbres à lutter contre les radicaux libres les plus agressifs pour les feuilles (dont l'ozone troposphérique).

## Histoire de la chimie
L'isoprène a été découvert, et isolé, à partir de la décomposition thermique du caoutchouc naturel en 1860.

## Usages
L'isoprène est chimiquement plus actif que le butadiène. Obtenu par craquage de naphta, il est très utilisé par l'industrie chimique, essentiellement pour produire le cis-1,4-polyisoprène qui est le caoutchouc synthétique composant par exemple les pneumatiques de voiture ou des gants de chirurgie.
Les molécules de caoutchouc sont constituées de chaines de plusieurs milliers de maillons -CH2 – C(CH3) = CH – CH2… La masse moléculaire du polymère peut varier de 100 000 à 1 million. Le caoutchouc naturel est de bonne qualité, mais il contient des traces d'autres substances : protéines, acides gras, résines, etc. Dans d'autres caoutchoucs naturels, on peut trouver l'isomère de structure, le trans-1,4-polyisoprène, qui lui confère des propriétés légèrement différentes. Par exemple, une résine, la gutta-percha, est un polymère naturel « tout trans » de l'isoprène.

## Obtention

Synthèse à partir de méthanal et d'isobutène.

Des quatre méthodes de synthèse industrielle de l'isoprène, l'une, par addition de l'acétone à l'acétylène, mise au point par Georg Merling en 1911, a été en usage jusqu'en 1982 ; deux autres, par dimérisation du propène en isohexène ou par double addition de formaldéhyde à l'isobutène (réaction de Prins), étaient encore employées en 2000 ; la dernière, par métathèse de l'isobutène et du but-2-ène, suscitait un grand intérêt, mais n'était pas encore employée à cette date.
Il est le plus facilement disponible industriellement comme sous-produit du craquage du naphte ou pétrole, comme sous-produit de la production d'éthylène.
Environ 20 000 tonnes sont produites annuellement par l'industrie, dont 95 % servent à produire du cis-1,4-polyisoprène (caoutchouc synthétique).

## Toxicité
En 2012, l'Organisation mondiale de la santé ne considère pas l'isoprène comme cancérigène. Un an plus tôt cependant, en 2011, le département américain de la Santé écrit : « Il n'y a pas de raison de penser que les mécanismes par lesquels l'isoprène provoque des tumeurs chez l'animal de laboratoire n'opéreraient pas chez l'Homme », mais il précise : « On n'a relevé aucune étude épidémiologique consacrée à l'évaluation de la relation entre cancer humain et exposition caractérisée à l'isoprène. »
Depuis 2008, selon le règlement européen (CE) no 1272/2008, l'isoprène est classé dans la catégorie 2B des cancérigènes (effet cancérigène supposé chez l'humain), et dans la catégorie 2 des mutagènes (effet mutagène suspecté chez l'humain). Les informations disponibles à ce sujet restent insuffisantes en 2015.